# Őszi sereghernyó
Az őszi sereghernyó (Spodoptera frugiperda) a bagolylepkefélék (Noctuidae) családjába sorolt Hadeninae alcsalád Spodoptera nemének egyik rovarfaja.

## Származása, elterjedése
Az amerikai kontinensen őshonos, de mára Megtalálható az egész déli féltekén (a sarkvidék és egyes sivatagok kivételével). Észak-Amerikában elterjedésének északi határa Kanada déli része; Ázsiában a Himalája és Dél-Kína (Irántól Törökországig szórványos). Európában az ezredfordulón mozdult ki északra a Balkán-félszigetről.
Gyors terjedésében a szélnek és a kereskedelmi tevékenységnek is komoly szerepe lehet. Az Európai Unióban először 2018-ban, Németországban figyelték meg lárváit egy kukoricatáblán, a 2020-as évek első feléig Cipruson, Máltán, Görögországban, Portugáliában, és a Kanári-szigeteken is. Romániában 2023-ban tűnt fel. Európában ebben az időszakban tömeges felszaporodása (még?) nem volt jellemző; egyedei elszórtan jelentek meg.

## Életmódja, élőhelye
Melegkedvelő. A kontinentális, illetve hidegebb éghajlatú területekről télire melegebb vidékekre húzódik, és eközben többszáz kilométert is megtehet.
Éjjel repül. Hidegebb területeken egy-két nemzedéke jellemző, a trópusokon folyamatosan szaporodik.

## Gazdasági jelentősége
Veszélyes, polifág özönfaj, amelynek károsítását már több mint 350 növényfajról írták le. Tápnövény-preferencia alapján két csoportját különítik el:
- az egyik főleg a rizst és a fűféléket kedveli,
- a másik a kukoricát, a gyapotot és a cirkot.[1]

Magyarország déli határát ez utóbbi csoport egyedei közelítették meg, és betelepülve jelentős gazdasági kárt okozhatnak. A fő kártevő a leveleket és a termést is károsító lárva. Különösen a tömegesen feltűnő fiatal lárvák kártékonyak, mivel az idősebbek hajlamosak egyéb gazdanövényekre széttelepülni.
A fiatalabb hernyók elsősorban hámozgatnak; úgynevezett „ablakos” leveleket hagynak maguk után. Az idősebb lárvák nagyobb lyukakat rágnak a levelekbe és a termésbe — sőt, akár a szárat is átrághatják.
A Nemzeti Agrárgazdasági Kamara szerint jelentős lehet másodlagos kártételük is, amennyiben a kukoricaszemeket károsítva utat nyitnak számos toxikus gomba számára.